# بوب جونسون (لاعب هوكي الجليد)
بوب جونسون (بالإنجليزية: Bob Johnson)‏ هو لاعب هوكي الجليد أمريكي، ولد في 12 نوفمبر 1948 في فارمنغتون في الولايات المتحدة.

## وصلات خارجية
- روبرت جونسون على موقع دوري الهوكي الوطني (الإنجليزية)
- روبرت جونسون على موقع EliteProspects.com (الإنجليزية)
- روبرت جونسون على موقع HockeyDB.com (الإنجليزية)